# مارك كلارك (لاعب كرة قاعدة)
مارك كلارك (بالإنجليزية: Mark Clark)‏ هو لاعب كرة قاعدة أمريكي، ولد في 12 مايو 1968 في باث في الولايات المتحدة.

## وصلات خارجية
- مارك كلارك على موقعبيزبول رفرنس.كوم (الدوري الرئيسي) (الإنجليزية)
- مارك كلارك على موقعبيزبول رفرنس.كوم (الدوري الثانوي) (الإنجليزية)
- مارك كلارك على موقع إي إس بي إن.كوم (أم.أل.بي) (الإنجليزية)
- مارك كلارك على موقع مشجعي الرسوم البيانية (الإنجليزية)